# Raymond Stewart
Raymond Stewart (Raymond Douglas „Ray“ Stewart; * 18. März 1965 in Kingston) ist ein ehemaliger jamaikanischer Sprinter. 

## Laufbahn
Bei den Olympischen Spielen 1984 in Los Angeles gewann Stewart mit der jamaikanischen Stafette eine Silbermedaille in der 4-mal-100-Meter-Staffel. Zusätzlich wurde er Sechster im Finale des 100-Meter-Laufs.
1987 rückte er bei den Weltmeisterschaften in Rom im 100-Meter-Lauf nach der Disqualifikation von Ben Johnson vom Bronze- auf den Silberrang vor und gewann mit dem jamaikanischen Team in der 4-mal-100-Meter-Staffel Bronze.
Im Jahr darauf verletzte sich Stewart im umstrittenen 100-Meter-Finale der Olympischen Spiele in Seoul und belegte den siebten und letzten Platz. Er litt bereits vor dem Halbfinale an Krämpfen und musste sich den Masseur von Johnson ausleihen, da das jamaikanische Team nicht über einen eigenen verfügte.
Jeweils über 100 m wurde er 1991 Sechster bei den Weltmeisterschaften in Tokio und 1992 Siebter bei den Olympischen Spielen in Barcelona. 1993 wurde er über 100 Meter Achter bei den Weltmeisterschaften in Stuttgart und erreichte über 200 Meter das Viertelfinale.
1995 wurde er bei den Weltmeisterschaften in Göteborg über 100 Meter erneut Achter. Über 200 Meter schied er im Vorlauf aus, in der 4-mal-100-Meter-Staffel wurde er mit der jamaikanischen Mannschaft Vierter.
Bei den Olympischen Spielen 1996 in Atlanta erreichte er über 100 Meter das Viertelfinale, und bei den Hallenweltmeisterschaften 1997 in Paris wurde er Vierter über 60 Meter.
Nach seiner aktiven Laufbahn war er als Trainer tätig und betreute unter anderem Jerome Young. Im Gefolge der Ermittlungen in der BALCO-Affäre wurde er 2010 von der United States Anti-Doping Agency als Trainer lebenslang gesperrt, weil er für seine Schützlinge Doping-Substanzen besorgt hatte.
Raymond Stewart ist 1,78 m groß und wog in seiner aktiven Zeit 73 kg.

## Persönliche Bestzeiten
- 60 m (Halle): 6,52 s, 16. Februar 1997, Liévin
- 100 m: 9,96 s, 25. August 1991, Tokio
- 200 m: 20,41 s, 3. Juni 1988, Eugene